# 린다 조 리조
린다 조 리조(독일어: Linda Jo Rizzo, 1955년 4월 1일 ~ )는 독일의 가수, 작곡가, 프로듀서이다. 미국 출신인 그녀는 사진 모델로 활동했고 뉴욕에서 영양학을 공부했다. 그곳에서 바비 올랜도를 만나 1983년부터 1984년까지 그의 그룹인 플러츠에 참여했다. 1984년, 리조는 독일로 이주하여 자신의 음악 경력을 시작했다.
리조는 뮌헨에 있는 피아자 린다라는 이탈리아 음악 레스토랑의 주인이었는데, 이 레스토랑은 2008년 8월에 매각되었다.